# Чистоводне (Сахалінська область)
Чистоводне (рос. Чистоводное) — село у Холмському міському окрузі Сахалінської області Російської Федерації.
Населення становить 122 особи (2013).

## Історія
З 1905 по 3 вересня 1945 року у складі губернаторства Карафуто Японії, відтак у складі Холмського міського округу Сахалінської області.

## Населення
| 1925 | 1935  | 2002 | 2010 | 2013 |
| ---- | ----- | ---- | ---- | ---- |
| 1098 | ↘1031 | ↘190 | ↘132 | ↘122 |